# Глиньский, Роберт
Роберт Игнаци Глиньский (пол. Robert Ignacy Gliński; род. 17 апреля 1952, Варшава) — польский кинорежиссёр. В 1979 году окончил Высшую Государственную школу телевидения и театра в городе Лодзь. Его фильм «Привет, Терезка!» получил главный приз на XXVI Фестивале Польских Фильмов в городе Гдыня

## Избранная Фильмография
- 1985 Ядовитые растения / Rośliny trujące
- 1988 Лебединая песня / Labędzi śpiew
- 1992 Всё, что самое важное / Wszystko, co najważniejsze…
- 1996 Мать своей матери / Matka swojej matki
- 2001 Привет, Терезка! / Cześć Tereska
- 2004 Долгий уик-энд / Długi weekend
- 2005 Солидарность, Солидарность… / Solidarnosc, Solidarnosc …
- 2005 Крик жерлянки / Wróżby kumaka
- 2009 Свинки / Świnki
- 2014 Камни на шанец / Kamienie na szaniec